# ممدوح خورما
ممدوح خورما، حكم دولي للعبة كرة القدم أردني (1933 - 2019)، وهو أول حكم دولي أردني في كرة القدم ومن أوائل حكام كرة السلة.

## الدراسة والعمل
حصل على دبلوم التربية الرياضية عام 1952 من القاهرة؛ عمل معلماً للتربية الرياضية في مدرسة رغدان في عمّان في خمسينيات القرن العشرين، ثم عمل مسؤولاً عن النشاط الرياضي في وزارة التربية والتعليم.

## النشاط الرياضي
كان خورما لاعباً في المنتخب الأردني لكرة السلة الذي شارك في أول دورتين من الدورة الرياضية العربية عامي 1952 في الإسكندرية و 1957 في بيروت.
نال خورما شهادات التحكيم الدولية في ألعاب القوى، وكرة القدم، وكرة السلة، وكرة الطاولة والكرة الطائرة.
وهو أول حكم أردني يشارك في إدارة مباريات البطولة العربية، وهو صاحب القرار الشهير بإلغاء مباراة مصر والعراق في البطولة العربية لعام 1965 بسبب تدفق الجماهير الهائل، ووقتها كتبت الأهرام المصرية العنوان الرئيسي لها «خورما..امبراطور التحكيم». كما كان حكماً في بطولة كأس العرب الأولى لكرة القدم التي أقيمت عام 1962 في لبنان. حكّم في بطولة العرب لكرة السلة التي أقيمت عام 1967 في العراق وفي الدورة المدرسية العربية في الأعوام 1954 و1975 و1977، وفي الدورتين العربيتين عامي 1965 في القاهرة و 1976 في دمشق، وفي بطولة العرب لكرة الطاولة التي أقيمت عام 1966 في عمان.
كان خورما ومفوضاً للكشافة بين عامي 1962 و1964 وشارك في مخيمات كشفية عربية ودولية في مصر واليونان وإنجلترا وإيران والمغرب وعمان.
يعتبر خورما أحد أعمدة منتخب كرة السلة حتى عام 1972 وعضواً وأميناً عاماً لاتحادي كرة القدم وكرة السلة لأكثر من دورة، وعضواً في لجنة الحكام العرب لكرة القدم ومحاضراً عربياً وقارياً في قانون كرة القدم وعضواً في الهيئة الاستشارية لهيئة رواد الحركة الرياضية والشبابية عام 1988، وعضواً في مجلس إدارتها عام 1992، وشمله التكريم الملكي في اليوم الأولمبي عام 1999.
حاز على جائزة اللجنة الأولمبية الدولية الخاصة بالتربية الرياضية والعديد من الميداليات والشهادات المحلية والعربية والدولية.